# Ephixa
James Leusink (né le 13 avril 1990), mieux connu sous le nom Ephixa, est un producteur canadien de musique électronique. Il surtout connu pour un remix dubstep de Charlie Sheen Bi-winning et pour des remix des musiques de The Legend of Zelda, ainsi que pour son travail avec le label Monstercat qu'il a co-fondé.

## Biographie

### Chaîne YouTube et Monstercat
James Leusink est né le 13 avril 1990. Son intérêt pour la musique commence quand il avait 8 ans, il jouait sur clavier sans prendre de leçon. Il a sa première guitare, plusieurs années plus tard, et commence à prendre des leçons, et rejoint différents groupes. Il commence à travailler dans la musique. Initialement influencé par des artistes de hardstyle tels que Alphaverb, Showtek, et Evil Activities, Ephixa utilise FL Studio pour la création de ses musiques.
Le 10 avril 2010, Leusink sort son deuxième EP, Zelda Step. Le projet comprend des remixes de Lost Woods, Song of Storms et Gerudo Valley de The Legend of Zelda: Ocarina of Time, ainsi qu'un remix de Dragon Roost Island de The Legend of Zelda: The Wind Waker. L'album a reçu des critiques positives ou mitigées, Jade Royal de Sputnikmusic donnant à l'EP une note de 3,5 sur 5, déclarant : « C'est une ligne fine qu'Ephixa suit avec Zelda Step, mais une ligne qui finalement plaît plus qu'elle ne dédaigne. » Elton Jones de Complex classe ensuite le remix de Leusink de Lost Woods comme meilleur remix d'une chanson de thème de jeu vidéo, finalisant sa critique de la chanson par « le thème de The Legend of Zelda Lost Woods mélangé à du dubstep sonne incroyablement. »
Le 2 mars 2011, Leusink publie Charlie Sheen Bi-Winning Dubstep, un remix comprenant des images de Charlie Sheen tirées d'une interview diffusée à l'origine dans la série télévisée américaine 20/20,. Deux jours après sa sortie, le remix est visionné plus de 700 000 fois et reçoit plus de 7 500 likes sur YouTube, devenant ainsi l'une des vidéos les plus populaires et virales du site à l'époque.
Le 19 septembre 2011, Leusink publie son remix dubstep de la chanson Sanctuary, créée par le producteur anglais de trance Gareth Emery. Le remix est inclus dans un EP basé sur la chanson originale, intitulé Sanctuary (The Remixes). Lors de l'examen de l'EP, un rédacteur de DJ Mag commente le remix de Leusink en déclarant qu'il avait opté pour un « dubstep est un peu crispé et spasmodique, ce qui est bien, du genre de celui que l'on trouve dans la plupart des pays du monde. » Dans la semaine du 5 novembre 2011, Leusink entre et atteint la 11e place du classement Next Big Sound du magazine Billboard. 

### Départ de Monstercat
Le 3 août 2012, Leusink sort Awesome to the Max, que l'équipe de Your EDM décrit comme « lourd mais décontracté, et un cadeau pour les fans de dubstep et de Monstercat. » Le 25 août, Leusink collabore avec le producteur américain Varien et le duo canadien Project 46 pour sortir The Anthem. Cette collaboration est accompagnée d'un clip vidéo animé pour célébrer le premier anniversaire de Monstercat. Awesome to the Max et The Anthem figurent sur le neuvième album compilation de Monstercat, Monstercat 009 - Reunion, puis sur l'album Best of 2012.
En novembre 2012, Leusink quitte Monstercat, continuant à sortir de la musique de manière indépendante. Le 16 novembre, il sort Fuck the System, un mashup de lui-même, Deadmau5, TVDS et Showtek. La chanson est publiée pour promouvoir Fuck the 9to5 jobs. Le 17 janvier 2013, Leusink sort Unraveled Reality, dont Steve Jacobs de EDM Sauce écrit que le morceau « offre une sensation un peu apaisante avec quelques gros sons de batterie. » En 2013, Leusink se met en pause.
Le 5 février 2015, Leusink publie son remix de la chanson Machina du producteur électronique américain Dex Arson dans le cadre de l'EP Welcome to War de ce dernier. Écrivant pour EDMTunes, James Brannigan a noté le remix pour sa diversité et l'a décrit comme « ayant une ressemblance avec le style d'Excision. »

### Retour chez Monstercat et autres sorties
Le 4 juillet 2016, près de 4 ans après sa dernière sortie sur Monstercat, Leusink collabore avec Stephen Walking pour sortir Matches dans le cadre de l'anniversaire des 5 ans de Monstercat, avec Aaron Richards au chant. La collaboration figurait auparavant dans le mini-mix Wip Rip Reel de 2014 de Leusink sous le titre Old Dennis. À l'époque, Leusink déclare que le titre ne serait « très probablement jamais » terminé. La chanson est ensuite votée par les fans pour figurer dans l'album compilation Best of 2016 de Monstercat.
Le 2 février 2017, Leusink collabore avec Laura Brehm pour sortir Losing You sur Monstercat,. Billie-Darian Hollyhead de Playing With Sound qualifie la chanson de « belle piste de house progressive », notant que les voix de Brehm étaient « vraiment stupéfiantes lorsqu'elles se posent sur les rythmes oscillants. » Le 19 août 2017, Leusink apparait sur l'album de remixes Breathe EP Remixes de Laura Brehm.